# 西藏善後章程
《西藏善後章程》，又称《酌定西藏善后章程十三条》，是清朝政府于1751年（乾隆十六年）颁布的整顿西藏政治体制的章程。
1747年（乾隆十二年），原西藏多罗郡王頗羅鼐病故，其次子珠爾默特那木札勒襲封郡王。珠爾默特那木札勒“素不信奉達賴喇嘛，心懷仇隟”，表面上順從清朝派遣的駐藏大臣，暗中聯絡蒙古準噶爾汗国，伺機起兵反抗。1749年（乾隆十四年），珠爾默特那木札勒攻殺其長兄“阿里公”珠爾默特策布登，控制了阿里。1750年（乾隆十五年），駐藏大臣傅清、拉布敦誘殺珠爾默特那木札勒，隨後為其黨羽卓呢爾（官名）羅卜藏札什所杀。隨後，清朝廷派四川總督策楞領兵入藏鎮壓。为了更好地治理西藏，以及削弱世俗貴族的权势，根据乾隆帝的指示，策楞拟定《西藏善後章程》十三條，对西藏的行政体制进行了一系列改革。章程废除了西藏郡王制，設立噶廈，駐地在拉薩大昭寺，長官為噶倫，秉承駐藏大臣、達賴喇嘛旨意辦事。其同时規定噶倫員額為四人，且必須于公所（噶廈）辦理政事。“查舊例噶隆會辦事件，原有噶沙之公所衙門。自頗羅鼐後，各噶隆竟不赴公所，俱於私宅辦事。……今噶隆業已照例補放，自應遵照舊例，遇有應辦事件，俱赴公所會辦。”章程擴大了駐藏大臣的職權，並首次正式規定了達賴喇嘛的世俗權力，形成了駐藏大臣、達賴與班禪的僧官系統、噶廈俗官系統三者制衡的狀態。駐當雄的達木和碩特八旗蒙古軍隊亦歸駐藏大臣統轄。1751年，清政府頒行策楞所奏的《西藏善后章程》。在进行体制改革的同时，清政府还决定在西藏长年驻兵一千五百名，令提督大员率领弹压，三年轮换一次，成为定例。